# London Company
A Virginia Company of London, ou London Company para abreviar, foi uma sociedade anónima inglesa constituída por carta real de James I, Rei da Inglaterra e Escócia em 10 de abril de 1606 para estabelecer assentamentos coloniais na costa leste da América do Norte. Este foi o início da colonização inglesa e depois britânica da América. A Virginia Company of Plymouth, ou Plymouth Company para abreviar, foi outra empresa que recebeu um contrato idêntico como parte da Virginia Company, mas operou em uma área costeira diferente, mais ao norte (agora New England). A London Company foi responsável por fundar o assentamento de Jamestown, em homenagem ao rei James I, o primeiro assentamento inglês permanente na América do Norte em 1607.